# Giua (album)
Giua è il primo album dell'omonima cantautrice italiana, pubblicato il 1º luglio 2007.

## Descrizione
L'anno successivo, dopo la partecipazione al Festival di Sanremo 2008, è stato ristampato con l'aggiunta di 4 tracce: Tanto non vengo (presentata al Festival), Argento vivo, Petali e mirto (che aveva permesso a Giua di aggiudicarsi il Premio Recanati del 2004) e La donna cannone (cover del brano di Francesco De Gregori eseguita con voce e chitarra).

## Tracce
1. Si Abbassa La Luna – 3:39
2. Aprimi Le Braccia – 3:40
3. Ortiche – 3:18
4. Morbidamente – 4:26
5. Terra e Rivoluzione – 3:37
6. Una Casa Ubriaca – 5:18
7. Niente Poteva Andar Meglio – 3:40
8. Streghe – 3:13
9. Tremore Lucido – 4:38
10. Organizza La Notte – 3:55

## Special edition
Il 29 febbraio 2008 viene ristampato l'album sempre per la Sony BMG. La ristampa contiene l'aggiunta di 4 tracce: Tanto non vengo (brano presentato al Festival di Sanremo 2008), Argento vivo, Petali e mirto e La donna cannone.

### Tracce
1. Tanto Non Vengo - 3:29
2. Argento Vivo - 4:16
3. Si Abbassa La Luna - 3:39
4. Aprimi Le Braccia - 3:36
5. Petali e Mirto - 3:21
6. Ortiche - 3:23
7. Morbidamente - 4:26
8. Terra e Rivoluzione - 3:38
9. Una Casa Ubriaca - 5:19
10. Niente Poteva Andar Meglio - 3:41
11. Streghe - 3:12
12. Tremore Lucido - 4:43
13. Organizza La Notte - 4:00
14. La donna cannone - 4:46

## Formazione
- Giua - voce, cori, chitarra classica, chitarra acustica
- Armando Corsi - chitarra elettrica
- Vittorio Marinoni - batteria
- Beppe Quirici - synth, basso, contrabbasso, chitarra elettrica
- Fausto Mesolella - chitarra elettrica
- Elio Rivagli - batteria, percussioni
- Marco Fadda - percussioni
- Stefano Melone - pianoforte, cori, tastiera, programmazione
- Claudio Borghi - chitarra acustica, chitarra elettrica
- Martina Marchiori - violoncello